# Papuadessus pakdjoko
Papuadessus pakdjoko är en skalbaggsart som beskrevs av Michael Balke 2001. Papuadessus pakdjoko ingår i släktet Papuadessus och familjen dykare. Inga underarter finns listade i Catalogue of Life.